# José Morales (piłkarz)
José Alfredo „Caballo” Morales Concuá (ur. 3 grudnia 1996 w mieście Gwatemala) – gwatemalski piłkarz występujący na pozycji lewego obrońcy, reprezentant Gwatemali, od 2020 roku zawodnik Municipalu.